# Zichy Mihály reprodukált műveinek listája
- Meggyógyult, avagy imádkozó kisleány, olaj, ismeretlen helyen
- Imádkozó asszony, olaj, ismeretlen helyen
- Koporsólezárás (Az anya fájdalma). 1846,olaj, 116x104 cm, Budapest, Magyar Nemzeti Galéria
- Mentőcsónak, 1847, olaj, 135x190 cm Budapest, Nemzeti Galéria
- Keresztlevétel, 1846, krétavázlat, 277x195 mm, Budapest, Nemzeti Galéria
- Keresztlevétel (Krisztus levétele a keresztről), 1847, olaj, 330x273 cm, Budapest, Magyar Nemzeti galéria
- Egy festő portréja, 1849, ceruza, 166x115 mm, Budapest, Magyar Nemzeti Galéria
- Szerencsétlen kirándulás, 1848, ceruza, 76x93 mm, Budapest, Magyar Nemzeti galéria
- Hinta, ceruza, 160x100 mm, Budapest, Magyar Nemzeti Galéria
- Vázlatlap, Leningrád, Állami Orosz Múzeum
- Vázlatlap fogattal, ceruza, 97x143 mm, Budapest, Nemzeti galéria
- Táncosnő, 1853, vízfestmény, fedő fehér, 202x160 mm, Budapest, Nemzeti Galéria
- Öregasszony (A művész anyósa), ceruza, gouache, fedő fehér, 210x170 mm, Zala, Zichy-múzeum
- Öltözködő tiszt, 1853, szépia, toll, kréta, 295x230 mm, Szentpétervár, Ermitázs
- Nappal (Tiszt kimenő előtt), vízfestmény, 305x245 mm, Szentpétervár, Ermitázs
- Este (Vetkőzik az öreg harcos), vízfestmény, 305x245 mm, Szentpétervár, Ermitázs
- Díszszemle a Mars mezőn, toll, szépia, 295x230 mm, Szentpétervár, Ermitázs
- Jelenet a kürasszir szobájában, szépia, toll, kréta, 294x230 mm
- Katonai oktatás, tus, 290x225 mm, Moszkva, Állami Tretyjakov Galéria
- Hazatérés (Tiszt találkozása feleségével), toll, szépia, 350x245 mm, Szentpétervár, Ermitázs
- Kaukázusi jelenetek: Ima, (Könyörgés), litográfia, 397x291 mm, Budapest, Nemzeti Galéria
- Kaukázusi jelenetek: Az ellenség hullája, litográfia, 397x291 mm, Budapest, Nemzeti Galéria
- Kaukázusi jelenetek 1. Nőrablás, litográfia, 397x291 mm, Budapest, Nemzeti Galéria
- Kaukázusi jelenetek 2. Vízhordók, litográfia, 397x291 mm, Budapest, Nemzeti Galéria
- Kaukázusi harcos lövése, 1852, litográfia, 218x188 mm, Budapest, Nemzeti Galéria
- Kártyázó katonák, vízfesték, fedő fehér, 263x226 mm, Budapest, Nemzeti Galéria
- Harmonikázás, ceruza, 200x160 mm, Moszkva, Állami Tretyjakov Galéria
- Igor-ének (címlap illusztráció). 1853, litográfia 223x150 mm, Budapest, Nemzeti Galéria
- Igor és serege (illusztráció az Igor-énekhez), 1853, litográfia, 223x158 mm, Budapest, Nemzeti Galéria
- Igor és Vszevolod harca a polovecekkel (illusztráció az Igor-énekhez), 1853, litográfia, 220x155 mm, Budapest, Nemzeti Galéria
- Igor és a Don, (illusztráció az Igor-énekhez), litográfia, 222x166 mm, Budapest, Nemzeti Galéria (Az eredeti ismeretlen helyen)
- Orosz Scaevola (Epizód az 1812-es háborúból), vízfestmény, fedő fehér, ceruza, 605x450 mm, Szentpétervár, Ermitázs
- Szomorú viszontlátás, ceruza, 210x285 mm, Zala, Zichy-múzeum
- Nagyanyó és unokái, 1855, szépia, 445x310 mm, Moszkva, Állami Tretyjakov Galéria
- Richelieu és kedvese, 1856, ceruza, 355x223 mm, Budapest, Nemzeti Galéria
- Népünnepély, 1857, vízfestmény, 515x690 mm, Moszkva, Állami Tretyjakov Galéria
- Fogoly a börtönben, olaj, 138x100 mm, Budapest, Nemzeti galéria
- V. F. Tyimm festő, 1856, vízfestmény, 200x205 mm, Szentpétervár, Állami Orosz Múzeum
- Női arckép, 1856, elefántcsont, (?), vízfestmény, 225x150 mm, Budapest, magántulajdon
- Önarckép, 1856, vízfestmény, 200x117 mm, Szentpétervár, Állami Orosz Múzeum
- Két nő az erkélyen, 1875, vízfestmény, 380x320 mm, Moszkva, Állami Tretyjakov Galéria
- Péntekiek társasága (ismeretlen helyen)
- Politikai karikatúra, 1857, ceruza, fedő fehér,, 321x446 mm, Budapest Nemzeti Galéria
- Újdonsült tiszt mézeshetei, 1858, litográfia, Znakomije
- Kis kellemetlenségek a művészek életében, 1858, litográfia, Znakomije
- Sírrablók (Halottrablás), 1858, tus, szépia, 422x366 mm, Budapest, Nemzeti Galéria
- Család (ismeretlen helyen)
- Uzsorás, 1859 (ismeretlen helyen)
- Utca sétálókkal, tus, kréta, 345x250 mm, Szentpétervár, Ermitázs
- Zichy Mihály rajzol, 1868, tus, toll, 200x130 mm, Zala, Zichy-Múzeum
- Kereskedőcsalád, szépia, kréta, 294x230 mm, Szentpétervár, Ermitázs
- Önarckép, Párizs, magántulajdon
- A marquise kis kutyája (illusztráció Gautier művéhez), vázlat, Szentpétervár, Állami Orosz Múzeum
- Tamara a Démon karjaiban (A csók), (illusztráció Lermontov Démon című művéhez)
- Don Juan (illusztráció Byron művéhez)